# Свято-Георгиевский Мещовский монастырь
Свято-Георгиевский Мещовский монастырь — мужской монастырь Калужской епархии Русской православной церкви, расположенный в посёлке Искра Мещовского района Калужской области.

## История
Монастырь в честь великомученика Георгия Победоносца основан в конце XV века в селе Соболёвка на возвышенном берегу реки Рессы в 30 км от Мещовска. За отсутствием документов, о монастыре до начала XVII века почти ничего не известно.
В начале XVII века, во время Смуты монастырь был разорён поляками, братия его разбежалась или погибла; имущество было разграблено, а сам монастырь запустел.
Возобновлён был Георгиевский монастырь на старом месте в качестве женской обители около 1642 года семьёй Стрешневых, родителей царицы Евдокией Лукьяновной Стрешневой, супруги Михаила Фёдоровича. Однако запустение окрестностей побудило перевести монастырь в Мещовск. В монастырской записи говорится, что перенесение обители произошло от литовского разорения.
После Стрешневых новым благотворителем мещовского Георгиевского (снова ставшего мужским) монастыря стал Фёдор Лопухин, бывший царским тестем и владельцем села Серебряно. Он построил для себя близ села большой каменный дом, соединив его с монастырём галереей (не сохранились).
Благодаря усердию благотворителей, монастырь был богат, а в его кладовых хранилось имущество Лопухина и других помещиков. Естественно, что при этом монастырь служил приманкой для разбойников из брынских лесов и Серпейского уезда. В 1719 году шайка в количестве 80 человек напала на монастырь. Прорубив ворота и разбив замки у церкви и ризницы, они похитили все деньги и ценные вещи из поставленных на хранение сундуков. Грабители удалились только, когда Мещовские жители, услышав набат, поспешили к монахам на выручку.
В 1724 году к Мещовскому монастырю были приписаны три соседних монастыря: Драгошанский в селе Зимницы, Юхновский и Городеченская пустынь, которые и пробыли в его ведении до 1727 года. В том же 1724 году в Георгиевский монастырь была переведена братия закрытых монастырей: Николаевского, Серпейского, Боровенского и Луганского. Ризница этих обителей также была передана в Мещовский монастырь.
В 1764 году в ходе секуляризационной реформы Екатерины II у монастыря были отобраны все земли и льготы и он был переведён в заштатные монастыри. Это привело к полному разорению обители. Говорят, скудость дошла до того, что при богослужении не было свечей, и приходилось пользоваться лучиной. В 1789 году в обители, некогда богатой, было только 5 монахов, влачивших крайне нищенское существование.
Монастырь начал оправляться только после 1800 года, когда из городской придорожной часовни была перенесена в обитель икона Скорбящей Божией Матери, весьма почитаемая горожанами. По повелению императора Павла I монастырь стал получать из Мещовского казначейства по 300 рублей ассигнациями в год. Кроме того, Августейшему благотворителю обитель обязана тем, что в 1800 году ей была возвращена мельница на речке Ресе с рыбной ловлей, а в следующем году — 30 десятин земли вокруг монастырских стен. Вскоре верхняя монастырская церковь украсилась богатым и изящным паникадилом, а московский купец П. А. Александров за свой счёт устроил в верхнем храме иконостас с позолотой и резьбой.
В 1812 году в средней восточной башне монастырской ограды был торжественно захоронен крестьянин села Клетино Андрей Юродивый.
Духовному возрастанию монастыря способствовало то, что настоятели Мещовского Георгиевского монастыря в этот период часто назначались из братии Оптиной пустыни. В свою очередь, постриженники Георгиевского монастыря были строителями, наместниками и духовниками в других обителях.

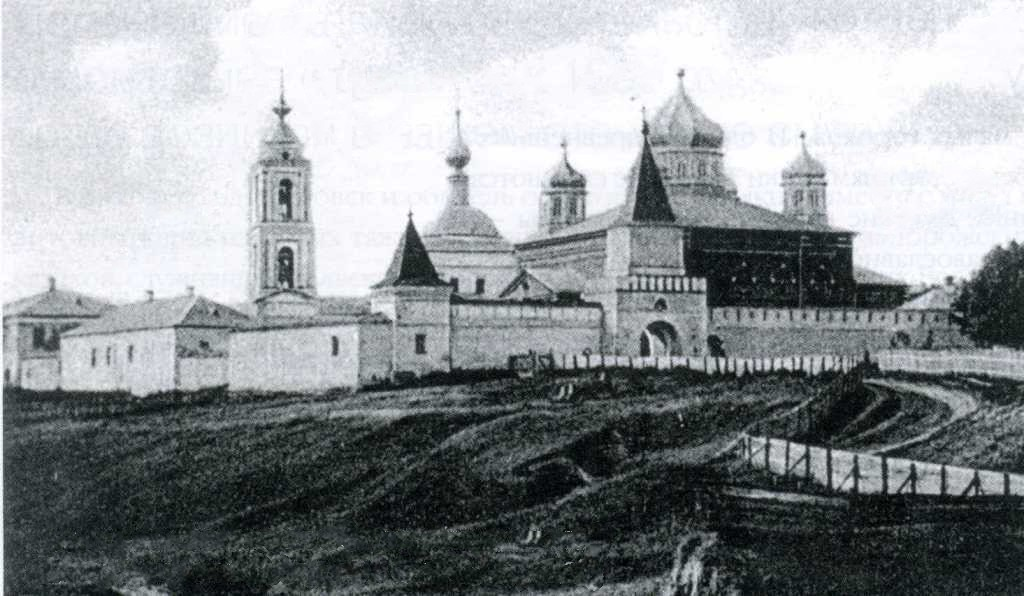
Мещёвская Георгиевская обитель на открытке 1898 года

В начале XX века здесь было уже 2 каменных храма: пятиглавый собор в честь апостолов Петра и Павла, построенный в византийском стиле в 1880-х годы, и двухэтажный храм с колокольней (1691). Нижняя его часть была зимней и имела 3 престола — в честь великомученика Георгия Победоносца, святителя Димитрия Ростовского и Воздвижения Креста Господня. Верхний летний храм был освящён в честь Рождества Пресвятой Богородицы. Монастырь был обнесён каменными стенами с башнями по углам.
Почитаемыми святынями монастыря являлись: древний список Феодоровской иконы Божией Матери, врезанный в доску, и икона Скорбящей Божией Матери.
В 1916 году при монастыре действовал приют для детей солдат, павших в Первой Мировой войне.
Последним настоятелем Мещовского Георгиевского монастыря в 1915—1918 годы был преподобномученик Георгий (Лавров). В 1918 году он был арестован, а монастырь закрыт. С 1918 по 1919 годы в обители существовала трудовая коммуна, в которую входили насельники монастыря.
За годы советской власти большая часть территории Георгиевского монастыря пришла в запустение, на месте монастырского некрополя была установлена автозаправочная станция. Некогда прекрасная обитель представляла собой развалины.
Весной 2001 года было положено начало возрождению монастыря. С первых же дней, как только древняя обитель была передана Русской Православной Церкви, над её восстановлением начала трудиться братия под руководством игумена монастыря — архимандрита Георгия (Евдачёва).
В настоящее время построен и освящён деревянный храм в честь святого преподобноисповедника Георгия (Лаврова), восстановлен пятиглавый Собор Петра и Павла, отстроен братский корпус и трапезная, ведётся восстановление храма Георгия Победоносца, сформирована монашеская община.